# Sauna (film, 2025)
Ne doit pas être confondu avec Sauna (film, 2008).
Pour les articles homonymes, voir Sauna.
Pour plus de détails, voir Fiche technique et Distribution.
Sauna est un film narratif dramatique de long métrage danois réalisé par Mathias Broe et dont la sortie est prévue en 2025. L'œuvre est basée sur le roman du même nom de Mads Ananda Lodahl.
La première mondiale aura lieu au Festival du film de Sundance 2025. Une sortie régulière au cinéma au Danemark est prévue pour fin avril de la même année.
Les rôles principaux sont joués par Magnus Juhl Andersen et Nina Rask.
Cette histoire d'amour queer raconte l'histoire d'un jeune homme homosexuel qui tombe amoureux d'un homme transgenre.

## Résumé
Johan est gay et vit à Copenhague. Le jeune et séduisant homme vit pleinement sa sexualité. Il fréquente les bars et les fêtes et a des aventures d'un soir. Il passe également beaucoup de temps à Adonis, le seul sauna gay de la ville. Johan a récemment commencé à y travailler comme réceptionniste.
Un jour Johan rencontre William, du même âge, un homme transgenre. Il tombe éperdument amoureux de lui. Cependant, leur relation défie les normes sociétales en matière de genre, d'identité et de relations.

## Fiche technique
- Titre original :  Sauna
- Réalisation : Mathias Broe
- Scénario : William Lippert, Mathias Broe, adapté d'un roman de Mads Ananda Lodahl
- Photographie : Nicolai Lok
- Montage : Linda Man
- Musique :
- Production : Mads-August Grarup Hertz
- Sociétés de production : Nordisk Film
- Pays de production : Danemark
- Langue originale : danois
- Format : couleur
- Genre : drame
- Durée : 105 minutes
- Dates de sortie (Dates sujettes à modification)[2] :
  - États-Unis : 27 janvier 2025 (festival du film de Sundance)
  - Danemark : 25 avril 2025

## Distribution
- Magnus Juhl Andersen : Johan
- Nina Terese Rask : William
- Dilan Amin : Asif
- Klaus Tange : Michael
- Peter Oliver Hansen : Rolf
- Morten Burian : Hans

## Arrière-plan
Sauna est le premier long métrage du réalisateur danois Mathias Broe, dont il a également écrit le scénario avec William Lippert. Il est basé sur le roman du même nom de Mads Ananda Lodahl de 2021. Broe a remporté le Prix du cinéma danois Robert en 2020 pour son documentaire de 30 minutes Amfi (2018). L'œuvre parlait de trois jeunes hommes qui se révèlent leur honte, leurs peurs et leurs secrets les plus intimes dans les ruines d'un amphithéâtre. Le cinéaste s'était auparavant consacré à une histoire homoérotique avec, entre autres, le court métrage Young Man's Dance / Ung mands dans (2014). Lors de la pré-production de Sauna, le propre partenaire de Broe a commencé à subir des procédures de changement de sexe.
Le film a été produit par Mads-August Hertz pour Nordisk Film. Les coûts de production sont estimés à 1,1 million d'euros. Le projet a été soutenu par le département New Danish Screen de l'Institut danois du cinéma et la chaîne publique DR. Broe commercialise à l'avance Sauna comme le premier long métrage danois avec une personne transgenre dans le rôle principal. L'œuvre a également été créée en étroite collaboration avec des membres engagés de la communauté queer de Copenhague.

## Sortie
La première de Sauna a lieu au 41e Festival du film de Sundance où l'œuvre est invitée à la compétition principale des longs métrages étrangers. Dans leur catalogue en ligne, les organisateurs saluent le film comme « un film minutieusement créé et magnifiquement conçu » et soulignent les performances d'acteur de Magnus Juhl Andersen et de Nina Rask.
Une sortie en salles dans les pays nordiques est prévue par Nordisk Film, notamment au Danemark, où Sauna doit sortir en salles le 25 avril 2025.

## Récompenses
Sauna a reçu une invitation à concourir pour le Grand Prix du meilleur long métrage étranger au Festival du film de Sundance 2025.

## Récompenses et distinctions
- (en) Sauna: Awards, sur l'Internet Movie Database